# Erebochlora tesserulata
Erebochlora tesserulata är en fjärilsart som beskrevs av Felder 1875. Erebochlora tesserulata ingår i släktet Erebochlora och familjen mätare. Inga underarter finns listade i Catalogue of Life.